# Böhmzwiesel
Böhmzwiesel ist ein Gemeindeteil der Stadt Waldkirchen und eine Gemarkung im niederbayerischen Landkreis Freyung-Grafenau. Bis 1978 bestand die Gemeinde Böhmzwiesel.

## Lage
Das Pfarrdorf Böhmzwiesel liegt im Bayerischen Wald etwa vier Kilometer nordöstlich von Waldkirchen an der Staatsstraße 2632.

## Geschichte
Die Siedlung entstand im Mittelalter an dem bedeutenden Handelsweg Goldener Steig. Auf dem Ilzstädter Landtag des Jahres 1256 erhielten die Bewohner von Böhmzwiesel vom Landesherren, dem Passauer Fürstbischof Otto von Lonsdorf, zusammen mit denen von Waldkirchen, Schiefweg und Fürholz sowie den Böhmen das ausschließliche Recht bestätigt, den Weg von Passau nach Prachatitz zu benutzen. Zugleich gewährte der Bischof als Landesherr bestimmte Sicherheiten. So entwickelte sich Böhmzwiesel zu einem stattlichen Straßendorf. Es unterstand dem Amt Waldkirchen des Pfleggerichtes Leoprechting im Hochstift Passau. 1787 bestand der Ort aus zwölf Anwesen. Er wurde 1803 mit dem größten Teil des Hochstiftsgebietes zugunsten des Kurfürstentums Salzburg von Erzherzog Ferdinand von Toskana säkularisiert und fiel erst 1805 an Bayern.
Die Gemeinde Böhmzwiesel ging mit dem Gemeindeedikt von 1818 aus dem gleichnamigen Steuerdistrikt und Teilen des Steuerdistrikts Vorderfreundorf hervor. Mit Wirkung vom 1. Januar 1946 wurde Reut an die Gemeinde Karlsbach, Kronwinkel und Exenbach an die Gemeinde Fürholz und Oedhof an die Gemeinde Hintereben zugewiesen. Andererseits kamen Auerbach, Edelmühle, Solla und Stadl von der aufgelösten Gemeinde Stadl hinzu. Somit bestand die Gemeinde Böhmzwiesel im Landkreis Wolfstein nun aus den Ortsteilen Auerbach, Böhmzwiesel, Edelmühle, Ensmannsreut, Höhenberg, Kanau, Mayersäge, Pilgramsberg, Schlößbach, Solla, Stadl und Stierberg.
Die 1937 errichtete Expositur wurde 1966 zur Pfarrei Böhmzwiesel erhoben. Am 1. Januar 1978 wurde die Gemeinde Böhmzwiesel im Zuge der Gebietsreform in Bayern in die Stadt Waldkirchen eingegliedert. 1987 hatte Böhmzwiesel 361 Einwohner.

## Sehenswürdigkeiten
- Pfarrkirche St. Bruder Konrad. Sie wurde 1934 bis 1935 nach den Plänen des Architekten Anton Recknagel erbaut. Bildhauer war Hans Grießmeyer, der Bruder-Konrad-Zyklus stammt vom Kunstmaler Karl Anton Hudetz.
- Pestbildstock
- In der Liste der Baudenkmäler in Waldkirchen sind für Böhmzwiesel sechs Baudenkmäler aufgeführt.

## Bildung und Erziehung
- Grundschule Böhmzwiesel
- Kindergarten Arche Noah Böhmzwiesel – Haus der Begegnung

## Vereine
- CSU Böhmzwiesel
- DJK Böhmzwiesel. Sie wurde 1966 gegründet.
- Freiwillige Feuerwehr Böhmzwiesel
- Kath. Frauenbund Böhmzwiesel
- Seniorenclub Böhmzwiesel
- Effata-Chor
- Gruppe Sperando
- St. Josef-Konrad-Bläser
- Jugendchor
- Bruder-Konrad-Chor
- KAB Ortsverband Böhmzwiesel
- Kapellenbauverein Böhmzwiesel
- KLJB Böhmzwiesel
- Ortscaritasverband Böhmzwiesel
- Soldaten- u. Reservistenverein Böhmzwiesel
- Sportschützengesellschaft Hubertus Böhmzwiesel e. V.
- VdK-Ortsverband Böhmzwiesel